# アメージング・レース12
アメージング・レース12は2007年11月4日から2008年1月20日までアメリカ合衆国・CBSで放送されていたアメージング・レースのシーズン12である。収録は、2007年7月8日から7月29日まで行われた。日本では2009年5月3日からAXNで放送された。

## 特徴
- 今シーズンより、イールド（足止め権）に代わってUターンが、脱落者なしのレッグ（no elimination leg）のペナルティとして、スピードバンプが登場した。
- 日本で放送されたシーズンとしては5作品目(4、asia2、5、6に続き）。初めての日本でのレグも登場した。（日本で未放送のシリーズを含めると、シーズン9で初登場）
- 第9レグの放送の回が、第60回エミー賞のリアリティー部門を受賞している。（アメージング・レースとしては、2009年10月現在、翌年の61回も含めて7連覇している。）

## ペアと結果
| チーム                                      | 肩書き             | 関係                 | レッグ成績 | レッグ成績 | レッグ成績 | レッグ成績 | レッグ成績 | レッグ成績 | レッグ成績 | レッグ成績 | レッグ成績 | レッグ成績 | レッグ成績 | ロードブロックの実行  |
| チーム                                      | 肩書き             | 関係                 | 1          | 2          | 3          | 4          | 5ƒ         | 6          | 7          | 8          | 9          | 10         | 11         | ロードブロックの実行  |
| ------------------------------------------- | ------------------ | -------------------- | ---------- | ---------- | ---------- | ---------- | ---------- | ---------- | ---------- | ---------- | ---------- | ---------- | ---------- | --------------------- |
| TK & レイチェル（TK & Rachel）              | ほのぼのLOVE       | Newly Dating         | 3rd        | 6th        | 2nd        | 7th        | 1st        | 4th        | 4th        | 1st        | 4th        | 2nd        | 1st        | TK 5, Rachel 6        |
| ロナルド&クリスティーナ(Ronald & Christina) | パパはモーレツ部長 | Father/Daughter      | 7th        | 9th        | 5th        | 3rd        | 3rd        | 1st        | 3rd        | 3rd        | 1st        | 1st        | 2nd        | Ronald 5, Christina 6 |
| ニコラス&ドナルド(Nicolas & Donald)         | グランパは頑固者   | Grandson/Grandfather | 5th        | 8th        | 6th        | 4th        | 6th        | 5th        | 1stƒ       | 2nd        | 3rd        | 3rd        | 3rd        | Nicolas 6, Donald 4   |
| ネイサン&ジェニー(Nathan & Jennifer)        | 愛の修復レース     | Dating               | 10th       | 2nd        | 3rd        | 2nd        | 5th        | 3rd1       | 2nd        | 4th        | 2nd        | 4th        |            | Nathan 5, Jennifer 5  |
| キント&ヴィクセン(Kynt & Vyxsin)            | 特命ゴス・カップル | Dating Goths         | 2nd        | 4th        | 4th        | 5th        | 2nd        | 2nd        | 5th        | 5th>2      |            |            |            | Kynt 4, Vyxsin 4      |
| アザリア&ヘンデキア(Azaria & Hendekea)      | 知的なライバル兄弟 | Brother/Sister       | 1st        | 5th        | 1st        | 1st        | 4th        | 6th        |            |            |            |            |            | Azaria 4, Hendekea 2  |
| シャナ&ジェニファー(Shana & Jennifer)       | 色気で勝負！       | Friends              | 6th        | 3rd        | 7th        | 6th>       | 7th        |            |            |            |            |            |            | Shana 3, Jennifer 2   |
| ロレーナ&ジェイソン(Lorena & Jason)         | 結婚マジか!?       | Dating               | 4th        | 1st        | 8th        | 8th<       |            |            |            |            |            |            |            | Lorena 1, Jason 3     |
| マリアナ&ジュリア(Marianna & Julia)         | ラテンなシスターズ | Sisters              | 9th        | 7th        | 9th        |            |            |            |            |            |            |            |            | Marianna 2, Julia 1   |
| ケイト&パット(Kate & Pat)                   | 聖職者カップル     | Married Ministers    | 8th        | 10th       |            |            |            |            |            |            |            |            |            | Kate 2, Pat 0         |
| アリ&ステラ(Ari & Staella)                  | 無敵の友情パワー   | Best Friends         | 11th       |            |            |            |            |            |            |            |            |            |            | Ari 0, Staella 1      |

- 赤は脱落チーム。
- 青は脱落なしレッグの最下位チームで、次のレッグにスピードバンプを行わなければならないチーム。
- 緑色のƒはファストフォワードを獲得したチーム。レッグの番号の隣にƒはファストフォワードが配置されていたが、使用するチームがなかったレッグ。
- 茶色い>はUターンを使用したチーム、<はUターンを使用されたチーム；<>はUターンがあるレグだが、使用とするチームがいなかった。

1. ^ネイサン＆ジェニーは2番目に到着したが、ピットストップにクルーに指定されたタクシーではなく一般人の車に乗って向かったため、ディツアーの終点のクルーボックスまで戻り、タクシーでピットストップへ向かい直すように指示された。その間にキント＆ヴィクセンのチェックインが完了したため、3位に順位が降格した。
2. ^キント＆ヴィクセンはUターンをニコラス＆ドナルドに使用したが、ニコラス＆ドナルドが既にUターン地点より先へ進んでいたため無効に。

## レッグの詳細

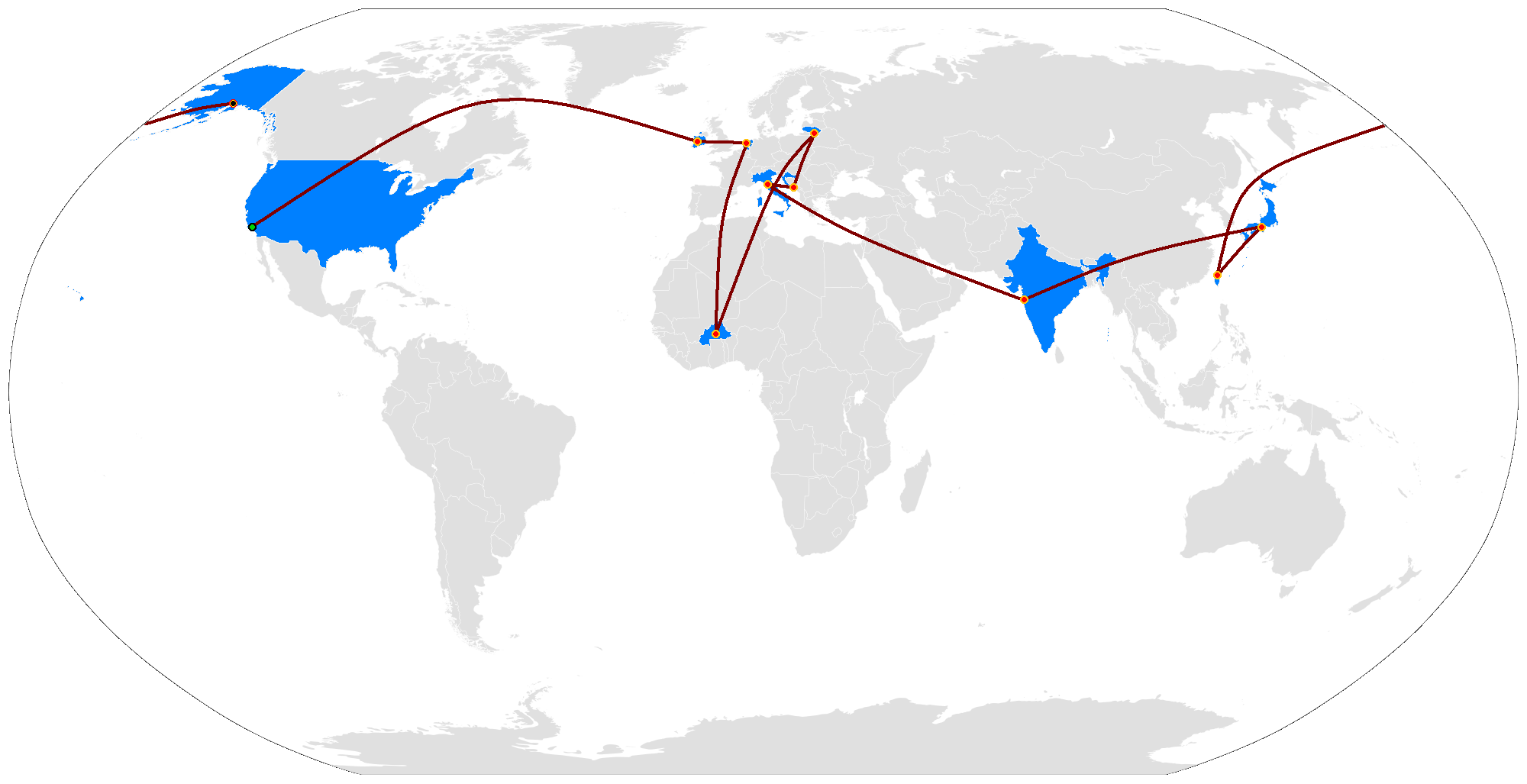
アメージング・レース12のルートマップ

- 第1レッグ： アメリカ合衆国・カリフォルニア州・ロサンゼルス・ビバリーヒルズ→ アイルランド・シャノン（Shannon）
- 第2レッグ： アイルランド・シャノン（Shannon）→ オランダ・アムステルダム
- 第3レッグ： オランダ・アムステルダム→ ブルキナファソ・ワガドゥグー→ブルキアンデ県
- 第4レッグ： ブルキナファソ・ブルキアンデ県→ワガドゥグー
- 第5レッグ： ブルキナファソ・ワガドゥグー→ リトアニア・ヴィリニュス
- 第6レッグ: リトアニア・ヴィリニュス→ クロアチア・ドゥブロヴニク
- 第7レッグ: クロアチア・ドゥブロヴニク→ イタリア・フィレンツェ
- 第8レッグ: イタリア・フィレンツェ→ インド・ムンバイ
- 第9レッグ: インド・ムンバイ→ 日本・大阪
- 第10レッグ: 日本・大阪→ チャイニーズタイペイ・台北
- 第11レッグ: チャイニーズタイペイ・台北→ アメリカ合衆国・アラスカ州・アンカレッジ